# Thomas Gogois
Thomas Gogois (* 24. Juni 2000 in Amiens) ist ein französischer Leichtathlet, der sich auf den Dreisprung spezialisiert hat.

## Sportliche Laufbahn
Thomas Gogois bestritt 2016 seine ersten Wettkämpfe im Dreisprung auf nationaler Ebene. 2017 sprang er im Finale der französischen U18-Meisterschaften erstmals über 15 Meter und sicherte sich damit den Titel und die Qualifikation für die U18-Weltmeisterschaften in Nairobi. Dort konnte er das Finale erreichen, landete darin allerdings als Zwölfter auf dem letzten Platz. Ende des Jahres steigerte er seine Bestweite um fast einen halben Meter auf 15,58 m. 2018 belegte er in der Altersklasse U20 bei den französischen U20-Hallenmeisterschaften den zweiten Platz. Im Sommer gewann er im Freien die Bronzemedaille. 2019 gewann er bei den französischen U20-Meisterschaften die Silbermedaille und stellte mit 16,09 m eine neue Bestweite auf. Damit konnte er im Juli bei den U20-Europameisterschaften in Schweden an den Start gehen. Dort erreichte er das Finale, worin er als Vierter knapp eine Medaille verpasste. 2020 trat Gogois während der Hallensaison zum ersten Mal bei den nationalen Meisterschaften der Erwachsenen an. Im Finale belegte er den siebten Platz, dem ein 6. Platz bei den französischen Meisterschaften im Freien folgte.
2021 verbesserte sich Gogois auf eine Weite von 16,69 und belegte bei den französischen Meisterschaften den fünften Platz. Im Juli trat er bei den U23-Europameisterschaften in Tallinn an. Dort konnte er im Finale mit einem Sprung auf 16,65 m m die Bronzemedaille gewinnen. 2022 wurde Gogois französischer Vizehallenmeister. Im Sommer verbesserte er sich auf eine Weite von 16,83 m im Jahr 2023 konnte er lediglich einen Wettkampf bestreiten. 2024 steigerte er sich zunächst Ende Mai auf 16,87 m und konnte sich bei den Europameisterschaften in Rom zum ersten Mal für eine internationale Meisterschaften im Erwachsenenbereich qualifizieren. Dort gelang ihm die Qualifikation für das Finale. Darin konnte er schließlich seine Bestweite deutlich bis auf 17,38 m steigern gewann damit die Bronzemedaille. Im August trat er dann zum ersten Mal bei den Olympischen Sommerspielen an. In der Qualifikation kam er auf 16,77 und verpasste damit knapp den Einzug in das Finale.
2025 trat Gogois im Frühjahr bei den Halleneuropameisterschaften in Apeldoorn an. Dort verpasste er als Vierter im Finale eine Medaille.

## Wichtige Wettbewerbe
| Jahr                   | Veranstaltung               | Ort                    | Platz                  | Disziplin              | Weite/Zeit             |
| Startet für Frankreich | Startet für Frankreich      | Startet für Frankreich | Startet für Frankreich | Startet für Frankreich | Startet für Frankreich |
| ---------------------- | --------------------------- | ---------------------- | ---------------------- | ---------------------- | ---------------------- |
| 2017                   | U18-Weltmeisterschaften     | Nairobi                | 12.                    | Dreisprung             | 14,46 m                |
| 2019                   | U20-Europameisterschaften   | Borås                  | 4.                     | Dreisprung             | 15,84 m                |
| 2021                   | U23-Europameisterschaften   | Tallinn                | 3.                     | Dreisprung             | 16,65 m                |
| 2024                   | Europameisterschaften       | Rom                    | 3.                     | Dreisprung             | 17,38 m                |
| 2024                   | Olympische Sommerspiele     | Paris                  | 15.                    | Diskuswurf             | 16,77 m                |
| 2025                   | Halleneuropameisterschaften | Apeldoorn              | 4.                     | Dreisprung             | 16,51 m                |

## Persönliche Bestleistungen
Freiluft
- Dreisprung: 17,38 m, 11. Juni 2024, Rom

Halle
- Dreisprung 16,65 m, 3. Februar 2024, Amiens